# Juraj Kolombatović
Juraj Kolombatović (1843. – 1908.) hrvatski prirodoslovac, najpoznatiji po svom radu na području ihtiologije i na projektu pošumljavanja Marjana.

Kolombatović je ostao zapamćen po svojim otkrićima devet novih ribljih vrsta a kasnije je otkrio i vrstu guštera - Dinarolacerta mosorensis. Osim toga, 1852. je pokrenuo projekt pošumljavanja Marjana sadeći alepski bor, a sudjelovao je i osnutku društva Marjan 1903.